# Rezina
Rezina is een gemeente - met stadstitel - en de hoofdplaats van de Moldavische bestuurlijke eenheid (unitate administrativ-teritorială) Rezina.
De gemeente telt, samen met de deelgemeenten Boșernița, Ciorna en Stohnaia 13.400 inwoners (01-01-2012).